# بلا گالهوس

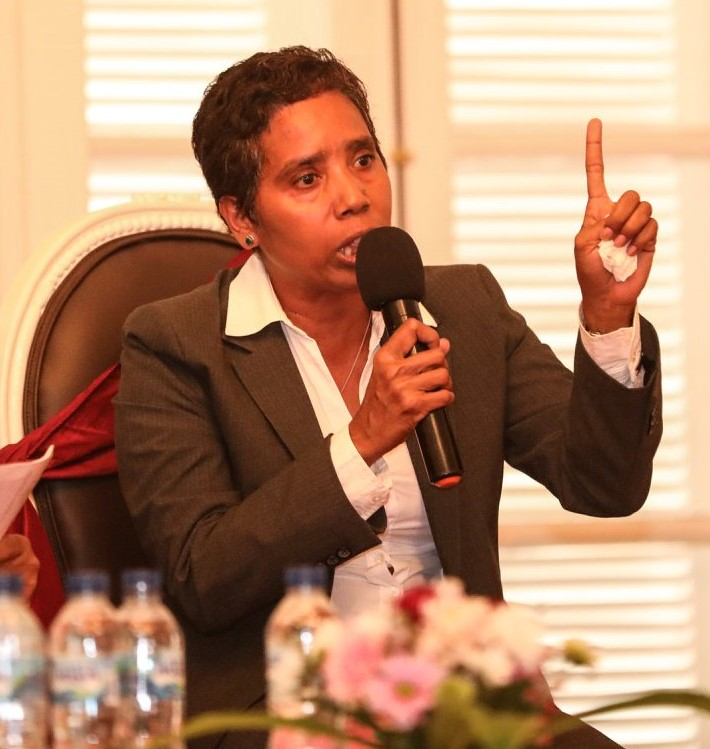
بلا گالهوس (۲۰۲۰)

بلا گالهوس (Bella Galhos) (متولد ۱۹۷۲)، فعال سابق جمهوری دموکراتیک تیمور شرقی در جریان اشغال تیمور شرقی از سوی اندونزی است. او از زمان استقلال در سال ۲۰۰۲، مترجم، مشاور رئیس‌جمهور، فعال حقوق بشر و محیط زیست بوده است.

## اوایل زندگی
پدر گالهوس از ۱۸ زن، ۴۵ فرزند داشت. بعد از آن‌که ارتش اندونزی به تیمورشرقی حمله نمود، پدر و برادران او را اسیر گرفتند و پدرش گالهوس را در سن سه‌سالگی به قیمت ۵ دالر فروخت، زیرا او «شخصیت مردانه و با اقتداری» داشت. پس از آن‌که مادرش برای رهایی او مبارزه کرد، گالهوس به خانواده خود بازگردانده شد. او متعاقباً، روایت خشونت جنسی از سوی اعضای خانواده و مقامات حکومت اندونزی را افشاء نمود.
گالهوس در سن ۱۶ سالگی از طریق «جبهه مخفی» فعالان جوان به جنبش استقلال طلبِ تیمور پیوست. چندین تن از دوستان گالهوس در سال ۱۹۹۱ در قتل‌عام سانتا کروز کشته شدند، این قتل‌عام از سوی برادرش کنستانسیو پینتو سازمان‌دهی شده بود. در نتیجه، او سه سال با هویت متفاوت در کنار نیروهای اندونزییی خدمت کرد. او در سال ۱۹۹۴ به‌حیث شرکت‌کننده برنامه تبادل فرهنگی جوانان که از سوی سازمان جهانی جوانان کانادا برگزار شده بود، انتخاب شد. پس از آن‌که به کانادا رفت، بی‌درنگ درخواست پناهنده‌گی داد. این فعال حقوق بشر، پس از کسب استقلال تیمور شرقی، در دانشگاه هاوایی در رشته روان‌شناسی تحصیل کرد.

## فعالیت استقلال‌خواهی در کانادا
پس از آن‌که گالهوس به دولت کاناد درخواست پناهندگی داد و کارت پناهندگیش را دریافت کرد، مبارزه خود را همراه با شبکه دیده‌بان تیمور شرقی به عنوان یکی از دو نماینده کانادایی شورای ملی مقاومت ماوبیری در راستای حقوق بشر در تیمور شرقی آغاز نمود.
در سال ۱۹۹۶، بنجامین پاروتو، سفیر اندونزی در کانادا، مادر گالهوس را پیدا کرد و برایش گفت تا صدای دخترش را خاموش سازد. اما این واقعه باعث شد مردم به‌صورت علنی علیه سفیر اعتراض کنند و در نهایت وزارت خارجه دولت کانادا سفیر اندونزی را احضار کرد.

## حرفه او بعد از استقلال
با پایان اشغال این کشور از سوی اندونزی در سال ۱۹۹۹، گالهوس به تیمور شرقی برگشت و در مأموریت سازمان ملل در تیمور شرقی ایفای وظیفه نمود. گالهوس در سال ۲۰۱۲، مشاور جامعه مدنی تاور ماتان رواک، رئیس‌جمهور این کشور شد و سپس در سال ۲۰۱۷ از مقام مشاوریت خود استعفاء داد.
گالهوس قریه سبز لیبلورا (LGV) و یک مکتب غیرانتفاعی را (تحت نام مکتب سبز لیبلورا) در ماوبیسی تأسیس کرد، که شامل همکاری‌های زراعتی و یک رستورانت غذای طبیعی (ارگانیک) نیز بود. هدف پروژه، ترویج حقوق مساوی برای زنان و آگاهی‌دهی محیط زیست در جامعه تیمور شرقی بود. او همچنین در برنامه تِد (TED) روی موضوعاتِ از جمله خشونت علیه زنان به عنوان بخشِ از مبارزه فیمینست‌ها در تیمور شرقی سخنرانی نمود.
گالهوس فعال برجستهٔ +LGBT در جمهوری دموکراتیک تیمور شرقی است. در راهپیمایی غرور ۲۰۱۶ (نخستین برنامه در نوع خود در تیمور شرقی) کودیوا (ائتلاف بر سر تنوع و عمل)، گالهوس اولین زن در تیمور شرقی بود که دوجنسه بودن خود را آشکار ساخت. گالهوس در سال ۲۰۱۷، از برگزارکنندگان نخستین راهپیمایی ماه مارس در دیلی پایتخت تیمور شرقی بود که در آن ۵۰۰ نفر شرکت کردند. او همراه با ایرام سید، همکار فعال و کارشناس توسعه‌ای خود سازمان رنگین کمان LGBTQ (سازمان مدافع حقوق دگرباشان) را تأسیس کردند.

## افتخارات و جوایز
- زن شجاع ۱۹۹۹ (کمیته اقدام ملی درباره وضعیت زنان، کانادا)[۱۲]
- جایزه آزادی‌بیان و حقوق بشر سازمان ملل ۲۰۰۳‏[۱۲]
- قهرمان تأثیرگذار شرکت زمین ۲۰۱۵‏[۱۳]
- جایزه قهرمانی اونسونگ دالایی لاما ۲۰۱۷‏[۱۴]

## نشریات
- Iram Saeed and Bella Galhos: A Research Report on the Lives of Lesbian and Bisexual Women and Transgender Men in Timor-Leste, ASEAN SOGIE Caucus, East Timor, 2017.